# Emerald Fennell
Emerald Lilly Fennell (Londra, 1º ottobre 1985) è un'attrice, sceneggiatrice e regista britannica, nota soprattutto per aver co-scritto la serie Killing Eve, per aver interpretato Camilla Parker-Bowles nella terza e quarta stagione di The Crown, nonché per aver scritto e diretto il film Una donna promettente, per il quale ha vinto l'Oscar alla miglior sceneggiatura originale.

## Biografia
Nata nel borough di Hammersmith, ha frequentato il Marlborough College e Oxford, dove ha recitato in alcune rappresentazioni teatrali studentesche, venendo notata da Lindy Kings, una talent-scout che aveva rappresentato anche Keira Knightley. Comincia a recitare nel 2006, distinguendosi per la prima volta nella serie televisiva del 2010 Any Human Heart. Il ruolo d'attrice che le porta più notorietà è quello dell'infermiera Patsy Mount nella serie di BBC One L'amore e la vita - Call the Midwife tra il 2013 e il 2017, per la quale si è tinta i capelli. Dal 2019 interpreta Camilla Shand nella serie di Netflix The Crown.
Lo stesso anno, ha sostituito Phoebe Waller-Bridge, che aveva conosciuto sul set di Albert Nobbs (2011), come showrunner della seconda stagione della serie Killing Eve, scrivendone sei episodi. Fennell è stata candidata ai premi Emmy 2019 alla miglior sceneggiatura in una serie drammatica per l'episodio Carina e in ordine, oltre che come produttrice esecutiva della stagione.
L'anno seguente esordisce alla regia di un film, con la commedia nera Una donna promettente che, presentata al Sundance Film Festival 2020, le ha fatto ottenere tre candidature all'Oscar: una come produttrice, una come sceneggiatrice e una come regista. Grazie a quest'ultima, è diventata la prima regista britannica ad essere candidata al premio  mentre il primo regista britannico ad ottenere una candidatura era stato Frank Lloyd nell'edizione del 1930 per Trafalgar.

## Filmografia

### Attrice

#### Cinema
- Mr. Nice, regia di Bernard Rose (2010)
- Albert Nobbs, regia di Rodrigo García (2011)
- Anna Karenina, regia di Joe Wright (2012)
- Pan - Viaggio sull'isola che non c'è (Pan), regia di Joe Wright (2015)
- The Danish Girl, regia di Tom Hooper (2015)
- Vita & Virginia, regia di Chanya Button (2018)
- Barbie, regia di Greta Gerwig (2023)

#### Televisione
- New Tricks - Nuove tracce per vecchie volpi (New Tricks) – serie TV, episodio 7x08 (2006)
- Any Human Heart – miniserie TV, 3 puntate (2010)
- Molly Cooper - Omicidio sul fronte (Murder on the Home Front), regia di Geoffrey Sax – film TV (2013)
- L'amore e la vita - Call the Midwife (Call the Midwife) – serie TV, 27 episodi (2013-2017)
- Victoria – serie TV, episodio 2x02 (2017)
- The Crown – serie TV, 7 episodi (2019-2020)

### Sceneggiatrice
- Killing Eve – serie TV, 6 episodi (2019)
- Una donna promettente (Promising Young Woman) (2020)
- Saltburn (2023)
- Cime Tempestose (2026)

### Regista
- Una donna promettente (Promising Young Woman) (2020)
- Saltburn (2023)

### Produttrice
- Killing Eve – serie TV, 8 episodi (2019) - produttrice esecutiva
- Una donna promettente (Promising Young Woman) (2020)
- Saltburn (2023)

## Teatro

### Librettista
- Cinderella, musical con musiche di Andrew Lloyd Webber (2021)

## Riconoscimenti
- Premio Oscar
  - 2021 – Miglior sceneggiatura originale per Una donna promettente
  - 2021 – Candidatura al miglior film per Una donna promettente
  - 2021 – Candidatura alla miglior regista per Una donna promettente

- Golden Globe
  - 2019 – Candidatura alla miglior serie drammatica per Killing Eve
  - 2021 – Candidatura alla miglior regista per Una donna promettente
  - 2021 – Candidatura alla miglior sceneggiatura per Una donna promettente

- BAFTA
  - 2021 – Miglior film britannico per Una donna promettente
  - 2021 – Migliore sceneggiatura originale per Una donna promettente
  - 2021 – Candidatura al miglior film per Una donna promettente
  - 2024 - Candidatura al miglior film britannico per Saltburn

- Premio Emmy
  - 2019 – Candidatura alla miglior serie drammatica per Killing Eve
  - 2019 – Candidatura alla miglior sceneggiatura in una serie drammatica per Killing Eve
  - 2021 – Candidatura per la miglior attrice non protagonista in una serie drammatica per The Crown
- AACTA
  - 2021 – Candidatura alla miglior regista internazionale per Una donna promettente
  - 2021 – Candidatura alla miglior sceneggiatura internazionale per Una donna promettente
- Chicago Film Critics Association
  - 2020 – Premio Milos Stehlik al miglior regista rivelazione per Una donna promettente
  - 2020 – Candidatura alla miglior regista per Una donna promettente
  - 2020 – Candidatura alla miglior sceneggiatura originale per Una donna promettente
- Critics' Choice Award
  - 2021 – Miglior sceneggiatura originale per Una donna promettente
  - 2021 – Candidatura alla miglior regista per Una donna promettente
- Dallas-Fort Worth Film Critics Association
  - 2021 – Miglior sceneggiatura per Una donna promettente
  - 2021 – Candidatura alla miglior regista per Una donna promettente
- Directors Guild of America
  - 2021 – Candidatura alla miglior regista di un lungometraggio per Una donna promettente
- Independent Spirit Award
  - 2021 – Candidatura alla miglior regista per Una donna promettente
  - 2021 – Candidatura alla miglior sceneggiatura per Una donna promettente
- Los Angeles Film Critics Association
  - 2020 – Miglior sceneggiatura per Una donna promettente
- San Diego Film Critics Society
  - 2021 – Candidatura alla miglior sceneggiatura originale per Una donna promettente
- Satellite Award
  - 2021 – Candidatura alla miglior sceneggiatura originale per Una donna promettente
- Screen Actors Guild Award
  - 2021 – Miglior cast in una serie drammatica per The Crown
- Writers Guild of America Award
  - 2021 – Miglior sceneggiatura originale per Una donna promettente

## Doppiatrici italiane
Nelle versioni in italiano delle opere in cui ha recitato, Emerald Fennell è stata doppiata da:
- Letizia Scifoni in Anna Karenina
- Francesca Perilli in The Crown
- Barbara Salvucci in The Danish Girl
- Laura Lenghi in L'amore e la vita - Call the Midwife